# Chabelo y Pepito detectives
Chabelo y Pepito detectives es una película de comedia infantil mexicana de 1974 dirigida por José Estrada y protagonizada por Xavier López "Chabelo" y Martín Ramos "Pepito". Esta fue la última parte de una trilogía de películas protagonizadas por Chabelo y Pepito, precedida por Pepito y la lámpara maravillosa (1972) y Chabelo y Pepito contra los monstruos (1973). Fue estrenada el 14 de febrero de 1974 en la Ciudad de México.

## Sinopsis
Tras los eventos ocurridos en la anterior película Chabelo y Pepito contra los monstruos, Chabelo y Pepito intentan jugar con sus amigos cerca de una mansión para ser atrapados por los dueños y sirvientes de la casa, pero ambos logran escapar. Ambos regresan a casa de Pepito y para evitar ser castigados, intentan entrar por la ventana del baño, pero en el proceso terminan destruyéndolo intencionalmente.
Al día siguiente, la Brigada de Investigaciones llama a Chabelo y Pepito para que se infiltren en una banda juvenil que se dedica a la vagancia y delincuencia para poder conocer sus movimientos. Para esto, ambos deben ser iniciados en la delincuencia y los dos chicos reciben instrucciones de robar en un mercado, donde la policía les da algunos objetos y fingen un hurto donde la gente del mercado y la policía los persigue. Mientras Pepito se esconde, Chabelo aprovecha el momento para comerse unos tacos y no pagarlos.
El éxito del robo les permite a Chabelo y Pepito tener acceso a la base del Escuadrón Juvenil donde secretamente varios niños están trabajando en una fábrica bajo la supervisión de unos seres extraños. Mientras conocen los procesos, Chabelo y Pepito se dan cuenta de que los niños están siendo esclavizados al trabajar hipnotizados bajo las miradas de los seres extraños.
Una noche los dos niños y uno de los seres extraños van a una fábrica a robar secretos industriales, y mientras el ser extraño deja inconscientes a los guardias, los dos niños toman fotografías de los planos de la fábrica y deciden atacar al agente, este se defiende y pronto decide explicar su situación: él y sus compañeros son extraterrestres de la constelación de Andrómeda que llegaron a la Tierra en forma pacífica, pero una organización secreta los ha alentado a conquistar el mundo. Conociendo que son incapaces de superar sus poderes, les da unos collares y un silbato, con los cuales podrán evitar ser afectados por sus poderes.
Chabelo y Pepito entonces deciden emprender con el extraterrestre un plan desesperado pues la policía ya está buscándolos. Usando los silbatos, despiertan a los niños de su hipnosis y comienzan una pelea contra los adolescentes que los supervisan, mientras la policía intenta atacar la fábrica pero muchos de ellos caen bajo los poderes de los extraterrestres. Chabelo y Pepito entran a una serie de trampas mortales que incluye un laberinto de espejos y una fosa de pirañas (las cuales Chabelo distrae con un pollo asado) y finalmente llegan a un punto donde los extraterrestres son controlados.
Afuera se desata una pelea masiva entre los policías, los jóvenes delincuentes y los extraterrestres que termina con la desaparición fortuita de los extraterrestres cuando Chabelo y Pepito destruyen la máquina que los controla y la detención de la mayor parte de la banda en la calle, sin embargo, los miembros de la organización secreta logran escapar a tiempo.
Chabelo y Pepito son recompensados con una medalla y ambos deciden usar los terrenos de la mansión para hacer un parque donde finalmente ellos y sus amigos puedan jugar sin temor a ser molestados.

## Reparto
- Xavier López Rodriguez como Chabelo
- Martín Ramos Arévalo como Pepito (voz: María Luisa Alcalá)
- Emilio Peña como Extraterrestre
- Ramiro Orcí como Agente del FBI
- Emma Grise como Mamá de Pepito
- Nathanael León "Frankenstein" como Spectrum